# Belirang-Beriti
Belirang-Beriti je dlouhodobě nečinný komplexní vulkán, nacházející se v jihozápadní části indonéského ostrova Sumatra. Na vrcholu komplexu se nachází 1,2 km široký kráter. Doba poslední erupce není známa, v okolí vrcholu se vyskytují aktivní fumaroly.